# Nova M
Nova M es un canal de televisión privado de Montenegro, perteneciente a United Group.

## Historia
El 24 de abril de 2018, el propietario de Pink International Company confirmó que estaban en marcha negociaciones para vender Pink M. 
El 5 de junio de 2018 se confirmó a los medios que el desarrollo futuro del grupo se centraría en las operaciones en Serbia y Europa. 
El 18 de julio de 2018, el Consejo de la Agencia de Medios Electrónicos (SAEM) de Montenegro aprobó un cambio en la estructura de propiedad de Pink M, transfiriendo el 100 por ciento de la propiedad a la empresa serbia Direct Media, que es propiedad de United Group. Como resultado, el 9 de octubre de 2018, el nombre del canal de televisión se cambió a Nova M, lo que le dio a Montenegro un nuevo canal de televisión con cobertura nacional.